# Hiros
Hiros es el quinto capítulo de la primera temporada de la serie de drama y ciencia ficción Héroes, creada por Tim Kring. Está dirigido por Paul Shapiro y escrito por Michael Green. En Estados Unidos, el capítulo consiguió reunir a 14,27 millones de espectadores. 

## Resumen
Un Hiro Nakamura del futuro se presenta ante Peter Petrelli en el metro de Nueva York y le avisa de que debe salvar a la animadora para salvar al mundo. También le dice que debe ver a Isaac Méndez y al Hiro del presente. Sin embargo, antes de que Peter aclare sus dudas, el Hiro del futuro se teletransporta. Peter se lo cuenta a Mohinder, pero él no le cree, así que va solo a casa de Isaac. Allí, el pintor no se muestra nada amigable con él porque le ha quitado a su novia Simone, pero le permite ver los cuadros que ha pintado. Entonces Peter ve en varios de ellos a la animadora y los junta, siguiendo una historia como si tratara de los recuadros de un cómic. Sin embargo, falta por terminar uno de ellos e Isaac le dice que no puede acabarlo porque no tiene droga. De repente, Peter ve flashes de la parte que falta del cuadro y consigue acaba sin saber como. 
En Las Vegas, Noah Bennet y El Haitiano se llevan preso a Nathan Petrelli para hacerle unas preguntas, pero antes de montarle en el coche consigue huir y sale volando. En esos momentos, Niki Sanders despierta desconcertada en la habitación del hotel tras haber pasado la noche con Nathan. Entonces una mujer que trabaja para el señor Linderman entra y le enseña a un video en el que se la ve teniendo sexo con Nathan. La mujer la ofrece dar por pagada su deuda a cambio del video y Niki acepta.
En Odessa, Claire Bennet es llevada al hospital tras el accidente de coche que provocó. Poco después de ser ingresada, Noah va a verla y ella le cuenta la verdad sobre el quaterback y el accidente. Entonces Noah le ordena a El Haitiano que le borre la memoria al quaterback, para que así pueda iniciar una vida mejor.
En Los Ángeles, Matt Parkman despierta en el sofá de su casa sin recordar nada del día anterior. Su mujer estaba muy preocupado por él y eso le extraña, porque últimamente no se llevaban muy bien. Entonces Matt, que comienza a controlar su habilidad, la prepara una velada romántica y pasan unos momentos muy buenos. Más tarde, va a una tienda a por helado y su habilidad comienza a descontrolarse, escuchando los pensamientos de todo el que le rodea.
En las afueras de Las Vegas, los guardias del casino de Linderman dejan a Ando y Hiro tirados en medio del desierto. Llegan a un bar, donde ambos discuten y Ando se marcha, dejando solo a Hiro. Entonces éste ve por la ventana como Nathan llega volando y cuando entra en el bar, Hiro se muestra entusiasmado y le dice que él también tiene poderes. Enseguida llega un coche para llevar a Nathan de vuelta a Las Vegas y Hiro le pide que le lleve, a lo que él acepta. De vuelta al hotel, Hiro va a por su coche y Nathan se reencuentra con Niki. Ella le cuenta que no recuerda nada de la noche anterior y que le van a hacer chantaje porque les grabaron. 
Cuando Niki regresa a casa, la policía está allí en busca de D.L., porque ha sido visto en las cercanías, y cuando creían que él estaba intentando entrar, descubren que es Ando, que ha ido a ver a Niki porque es uno de sus clientes de internet. Tras hablar con ella se marcha y vuelve con Hiro. Entonces llaman de nuevo a Isaac, pero es Peter el que coge el teléfono y le dice que tiene un mensaje para él.